# Дегтяр Ріта Григорівна
Ріта (Рита) Григорівна Дегтяр (нар. 10 грудня 1918, Київ, УНР — 5 березня 2001, Київ, Україна) — біохімік, доктор біологічних наук, старший науковий співробітник Інституту біохімії імені О. В. Палладіна Академії наук УРСР (1977). Нагороджена Державною премією УРСР у галузі науки і техніки (1972).

## Біографія
Народилась 10 грудня 1918 року у Києві.
У 1943 році закінчила Об'єднаний український університет у м. Кзил-Орда (Казахстан). Від 1945 працювала в Інституті біохімії АН УРСР у Києві: 1962—1983 — старший науковий співробітник, 1984—1988 — старший науковий-консультант.
Ріта Дегтяр займалась науковими дослідженнями з проблем біохімії ферментів і біотехнології, зокрема:
- вивчала молекулярну структуру, властивості та механізми каталітичної дії ферментів;
- розробляла способи отримання очищених, гомогенних, кристалічних та іммобілізованих ферментів.

Під керівництвом Ріти Григорівни розроблено і впроваджено у виробництво сучасні промислові біотехнології виготовлення та використання препаратів каталази і глюкозооксидази.
Померла 5 березня 2001 року. Похована у колумбарії Байкового кладовища.

## Нагороди
- Лауреат Державної премії України в галузі науки і техніки 1978 року за роботу "Теоретичні основи і технології промислового виробництва та застосування високоочищених ферментів глюкозооксидази і каталази та освітлення крові як додаткового джерела харчового білка" (співавторство)[3].

## Вибрані праці
- Ізолювання в кристалічній формі та вивчення деяких властивостей ферменту аденозинтрифосфат-аргінін-ферази // УБЖ. 1949. Т. 21, № 2 (співавторство)
- К механизму антимикробного действия микроцида // Антибиотик микроцид. К., 1953
- Фермент глюкозооксидаза и его применение. К., 1964 (співавторство)
- Исследование трубчатых кристаллов глюкозооксидазы Penicillium vitale и ее четвертичная структура // Доклад АН СССР. 1973. Т. 213, № 1 (співавторство)
- Предварительное кристаллографическое исследование и некоторые свойства каталазы гриба Penicillium vitale // Кристаллография. 1978. Т. 23, вып. 5 (співавторство)
- Фрагменты полипептидной цепи каталазы Penicillium vitale // БК. 1987. Т. 3, № 6 (співавторство).